# Боркі (Луківський повіт)
Боркі (пол. Borki) — село в Польщі, у гміні Сточек-Луковський Луківського повіту Люблінського воєводства.
Населення — 48 осіб (2011).
У 1975-1998 роках село належало до Седлецького воєводства.

## Демографія
Демографічна структура станом на 31 березня 2011 року:
|          | Загалом | Допрацездатний вік | Працездатний вік | Постпрацездатний вік |
| -------- | ------- | ------------------ | ---------------- | -------------------- |
| Чоловіки | 19      | 2                  | 16               | 1                    |
| Жінки    | 29      | 4                  | 14               | 11                   |
| Разом    | 48      | 6                  | 30               | 12                   |